# Zelovo (Sinj)
Zelovo falu Horvátországban Split-Dalmácia megyében. Közigazgatásilag Sinjhez tartozik.

## Fekvése
Splittől légvonalban 28, közúton 49 km-re északkeletre, községközpontjától légvonalban 8, közúton 14 km-re északnyugatra, a Dalmát Zagora területén, a Svilaja hegység déli lábánál fekszik. Körülötte találhatók a Plišivica-, a Gradina- és az Orlove Stine- hegységek, utóbbi a fehérfejű keselyű telephelye vándorlása során a Cres-sziget és a Júliai Alpok felé. 

## Története
A térségben a török uralom, 1686-ig Sinj felszabadításáig tartott. A török felett 1715-ben Sinjnél aratott nagy győzelem, majd az 1718-as  pozsareváci béke véget vetett az állandó török veszélynek. A kipusztult lakosság pótlására a velencei hatóságok irányításával és rámai ferences szerzetesek vezetésével Boszniából és Hercegovinából keresztény lakosság érkezett. 1709-ben a velencei hatóságok által végzett összeírás 15 családot talált a faluban 132 lakossal. A legnagyobb családdal Šimun Jukić rendelkezett, a család 28 tagot számlált. A település kezdetben a potravljei plébániához tartozott, 1874-ben azonban kivált belőle és önálló plébániája lett. A velencei uralomnak 1797-ben vége szakadt és osztrák csapatok vonultak be a településre. 1806-ban az osztrákokat legyőző franciák uralma alá került, de Napóleon lipcsei veresége után 1813-ban újra az osztrákoké lett. A Habsburg uralom az első világháború végéig tartott. Az első világháború után az új Szerb-Horvát-Szlovén Királyság, majd később Jugoszlávia része lett. 1857-ben 313, 1910-ben 381 lakosa volt. A második világháború idején a Független Horvát Állam része volt. A háború után a szocialista Jugoszlávia része lett. A település 1991-től a független Horvátországhoz tartozik. 2011-ben 181 lakosa volt, akik főként kézművességből, mezőgazdaságból és állattenyésztésből éltek. 

## Lakosság
| Lakosság változása | Lakosság változása | Lakosság változása | Lakosság változása | Lakosság változása | Lakosság változása | Lakosság változása | Lakosság változása | Lakosság változása | Lakosság változása | Lakosság változása | Lakosság változása | Lakosság változása | Lakosság változása | Lakosság változása | Lakosság változása |
| ------------------ | ------------------ | ------------------ | ------------------ | ------------------ | ------------------ | ------------------ | ------------------ | ------------------ | ------------------ | ------------------ | ------------------ | ------------------ | ------------------ | ------------------ | ------------------ |
| 1857               | 1869               | 1880               | 1890               | 1900               | 1910               | 1921               | 1931               | 1948               | 1953               | 1961               | 1971               | 1981               | 1991               | 2001               | 2011               |
| 313                | 0                  | 239                | 329                | 422                | 381                | 451                | 423                | 608                | 439                | 383                | 324                | 312                | 266                | 181                | 181                |

(1869-ben lakosságát Satrićoz számították.)

## Nevezetességei
- Szent Vid tiszteletére szentelt római katolikus plébániatemploma 1933-ban épült faragott kőtömbökből. Egyhajós épület ötszögű apszissal, hosszúsága 20 méter, szélessége 9 és fél méter. A templomot az 1970-es és 1980-as években végzett munkák során teljesen megújították. A szentélyt átrendezték, szembemiséző oltárt állítottak, bevezették a villanyt és a harangtorony is ekkor kapta mai formáját. A mai templom helyén állt régi templomot még a 18. század elején építette a falu legnagyobb családjának a feje Šimun Jukić. Ezt a templomot látta 1709-ben Cupilli érsek, amikor lelkipásztori látogatást tett a településen.[2] Szent Vid a falu védőszentje, búcsúünnepét június 15-én tartják.
- A plébániaház a 19. században épült. Földszintjén Ivan Škarica plébános idejében (1958-1969.) egy Vianney Szent János kápolnát alakítottak ki, mely a plébános házi kápolnájaként és hittanteremként szolgált. Később Dragušic plébános egyházi tárgyakból és népi használati tárgyakból álló gyűjtemény számára múzeumot rendezett be benne. Az épületet 1971-ben újították fel.[2]
- A plébániaház mellett álló Szent Antal kápolnát a plébános házi kápolnájának építették, 1988-ban teljesen felújították. Oltárán Szent Antal szobra áll. Vianney Szent János szobrát a plébániaház kápolnájából hozták ide át.[2]
- A falu híres saját készítésű egyedi pipáiról is. Ezek az agyagpipák egyedülállóak, sehol máshol nem készítik az országban. A pipakészítés kezdetei a 18. századig nyúlnak vissza. A pipákon kívül a zelovóiak szipkákat, fajátékokat, bútorokat, szerszámokat, fa használati tárgyakat, hangszereket is készítenek. Majdnem minden családi háznál található műhely, ahol a különböző fatárgyakat készítik.

## Fordítás
Ez a szócikk részben vagy egészben  a   Zelovo (Sinj) című horvát Wikipédia-szócikk ezen változatának fordításán alapul.  Az eredeti cikk szerkesztőit annak laptörténete sorolja fel. Ez a jelzés csupán a megfogalmazás eredetét és a szerzői jogokat jelzi, nem szolgál a cikkben szereplő információk forrásmegjelöléseként.